# Lokomotive-Stadion (Nischni Nowgorod)
Das Lokomotive-Stadion (russisch Локомотив (стадион)) ist ein Fußballstadion mit Leichtathletikanlage in der russischen Stadt Nischni Nowgorod. Es bietet Platz für 17.856 Zuschauer und diente dem Verein Wolga Nischni Nowgorod bis zu dessen Auflösung als Heimspielstätte.

## Geschichte
Das Lokomotive-Stadion in Nischni Nowgorod, mit ungefähr 1.250.000 Einwohnern fünftgrößte Stadt Russlands und Hauptstadt des Föderationskreises Wolga, wurde im Jahre 2000 eröffnet. Allerdings entstand dabei nur ein Neubau, das ursprüngliche Stadion mit dem gleichen Namen wurde bereits 1932 erbaut, aber ab 1997 abgerissen, da erhebliche Mängel bezüglich Sicherheit und Modernität offenkundig waren.
Seit 2000 nutzt der Fußballverein Wolga Nischni Nowgorod das Lokomotive-Stadion als Austragungsort für Heimspiele. Zum Zeitpunkt der Eröffnung der Sportstätte spielte der Verein gerade einmal viertklassig, was sich jedoch in den folgenden Jahren schnell ändern sollte. In elf Jahren zwischen 2000 und 2011 schaffte man den steilen Aufstieg von der vierten in die erste russische Fußballliga, nachdem in der 1. Division 2010 der zweite Rang hinter Kuban Krasnodar belegt wurde, was zum Aufstieg in die Premjer-Liga reichte. Dort gelang in der ersten Saison mit Platz zwölf in der regulären Phase nicht die Qualifikation für die Meisterrunde, man musste sich stattdessen im Abstiegskampf bewehren. Dort wurde Wolga Nischni Nowgorod 14., was Relegationsspiele gegen den direkten Wiederabstieg zur Folge hatte. In den Playout-Spielen setzte sich Nischni Nowgorod mit 2:1 und 0:0 gegen den Lokalrivalen FK Nischni Nowgorod durch und hielt die Klasse. Auch in der Folgesaison gelang der Klassenerhalt, sodass Wolga Nischni Nowgorod heute noch immer in der höchsten russischen Fußballliga zu finden ist.
In der Vergangenheit diente das Lokomotive-Stadion auch als Heimstätte für einen anderen Verein aus Nischni Nowgorod. Der 2006 aufgelöste Club Lokomotive Nischni Nowgorod spielte lange Zeit in den höchsten Spielklassen der Sowjetunion und Russlands, die meiste Zeit davon ereignete sich jedoch noch zu Zeiten des alten Lokomotive-Stadions. Auch der FK Nischni Nowgorod, dessen Heimstätte gerade einmal knapp 4.000 Zuschauern Platz bot, wich gelegentlich zu Spielen mit größerer Zuschauererwartung auf das Lokomotive-Stadion aus.

## Zukunft
Nachdem Russland den Zuschlag für die Austragung der Fußball-Weltmeisterschaft 2018 erhalten hatte, wurde bekannt, dass auch Nischni Nowgorod als Spielort vorgesehen war. Dafür wurde bis Mai 2018 das neue Stadion Nischni Nowgorod mit einer Kapazität von zirka 45.000 Zuschauern errichtet. Nachdem es für das WM-Turnier 2018 genutzt wurde, werden auch die Heimspiele des neuen, ortsansässigen Vereins Olimpijez Nischni Nowgorod dort ausgetragen. Wie nach der Fußball-Weltmeisterschaft mit dem Lokomotive-Stadion verfahren wird, ist aber heute noch nicht abzusehen.